# جائزة الشيخ فهد الأحمد الدولية للعمل الخيري

## التعريف بالجائزة
مشروع جائزة الشهيد الشيخ فهد الأحمد الصباح الدولية للعمل الخيري , وهي جائزة سنوية لدعم المؤسسات والجمعيات الخيرية الإنسانية الإسلامية ولدعم العاملين في القطاع الخيري والإنساني التطوعي الذين قدّموا أعمالاً متميزة في خدمة العمل الخيري لزيادة عطائهم وانتمائهم له. والجائزة عبارة عن مكافآت مالية وإهداءات تذكارية وشهادات تقدير تسعى بها المبادرة إلى تحفيز وتنشيط هذه المؤسسات والجمعيات واستنهاض همم من لديهم القدرة على الإسهام في دعم وتنمية العمل الخيري والإنساني في المجتمعات الإسلامية النامية.
كما تهدف إلى إبراز وتعزيز الجهود الرائدة التي تهدف إلى بناء تنظيمات تطوعية خيرية متميزة في الدول النامية .
وتهدف المبادرة من خلالها إلى إظهار الجوانب المشرقة والمضيئة في واقع الأمة الإسلامية الأمر الذي يؤكد حرص المبرة على السعي في التخفيف من معاناة المسلمين وآلامهم .

## أهداف الجائزة
- تشجيع المؤسسات الخيرية والشخصيات المتميزة والعاملين في خدمة العمل الخيري .
- تعزيز التعاون والترابط بين المؤسسات والجمعيات الخيرية .
- الارتقاء بالبحث العلمي والأعمال الإبداعية في مجال العمل الخيري .[5]

## الشروط العامة
- أن يقدم المرشح جميع وثائق ومستندات الترشيح بما فيها الاستمارة والمرفقات المطلوبة مطبوعة ولا يُنظر في أي وثائق مكتوبة بخط اليد .
- لا تعاد المواد المرفقة التي قدمت للترشيح للجائزة إلى مرسلها سواء أفاز بالجائزة أو لم يفز .
- لا تحتوي المواد المقدمة على مخالفة لمبادئ الشريعة الإسلامية .
- ن يكون مكتوباً بلغة عربية صحيحة .
- أن يتم تسجيل الموقع أو المشروع مرة واحدة باسم مشارك واحد فقط .
- التزام المشارك حقوق الملكية الفكرية وحقوق الآخرين .
- يحق لمجلس الإدارة حجب الجائزة دون إبداء الأسباب .

## =الفرع الأول من الجائزة: جائزة التفوق للمؤسسات الخيرية

### مقدار جائزة الفرع الأول
( 60000 دولار ).
للأول : 25000 دولار .
للثاني : 20000 دولار .
للثالث : 15000 دولار .

### الشروط الخاصة بها
1-أن تقدم المؤسسات أعمالها وأنشطتها المتميزة على هيئة ملفات رقمية على CD أو DVD، ولن يتم قبولها عن طريق البريد الإلكتروني.
2-تعهُّد المؤسسة بأن الأعمال المقدمة باسمها قد تم تنفيذها على الواقع و إذا كان فيها جهد من أعمال الآخرين وجب ذكره.
3-أن تقدم أعمال وأنشطة المؤسسة بلغة عربية صحيحة .
4-أن تقدم في الموعد المحدد لتقديم المعلومات .
5-أن تجتاز التحكيم وفقاً للضوابط التي تضعها اللجنة العلمية .
6-يكون الترشيح للجائزة متاح للمؤسسات، والمنظمات والشركات، والاتحادات، والجمعيات، ، والإدارات الحكومية وغير الحكومية والخاصة والتي حققت نتائج مميزة في حقل العمل الخيري والمستوفية للمعايير المقررة.

## الفرع الثاني من الجائزة: جائزة الإبداع العلمي والأدب

### البحث العلمي التطبيقي

#### مقدار الجائزة
8000 دولار .

#### الشروط الخاصة
1-يقدم الباحثون والمؤسسات أعمالهم على هيئة ملفات رقمية على CD أو DVD، ومع إرفاق ملخص عن البحث بصفحة واحدة ، ولن تقبل الأعمال المرسلة عن طريق البريد الإلكتروني.
2-أن لا يكون البحث المقدم قد فاز بجائزة من قبل.
3-أن يتعهد الباحث أن العمل المقدم عمل من إنتاجه .
4-يحق للجهة المنظمة الاحتفاظ بكافة الأعمال المقدّمة.
5-يوافق الباحثون والمؤسسات بأن تقوم المسابقة بنشر كل الأعمال الفائزة وللجائزة أن تخول جهة أخرى بإعادة نشرها في الإعلام الدولي بكافة أشكاله ، وعلى الإنترنت.
6-إرفاق نموذج المشاركة المتضمن للمعلومات التي تخص الباحث والمؤسسة.
7-أن تقدّم في الموعد المحدد لتقديم المعلومات .
8-أن يجتاز التحكيم وفقاً للضوابط إلي تضعها اللجنة العلمية.
9-أن يكون البحث أو الدراسة في مجال خدمة أعمال البر.
10-أن يتناول البحث واحدا ً من الموضوعات المحددة في الإعلان للجائزة .
11-أن يكون البحث متصفاً بالأصالة ودقة التوثيق وسلامة المنهج .
12-أن يكون البحث مكتوبا بلغة عربية فصيحة وسليمة لغة وأسلوبا .
13-أن يكون أسلوب التوثيق وفق دليل النشر لجمعية علم النفس الأمريكية الإصدار الخامس أو رابطة اللغات الحديثة .
14-الأبحاث والدراسات الواردة إلى الجائزة تصبح ملكا فكريا للجائزة .
15-أن لا تتجاوز الأبحاث المقدمة 50 صفحة .
16-حجم الورق حجم الورق وحجم الخط 16 .

### جائزة الإبداع العلمي والأدب

#### القصة

##### مقدار الجائزة
```
6000 دولار.
```

##### شروط
1-لا تزيد عن( 25 ) صفحة ولا تقل عن( 10 ) صفحة وحجم الخط 16 ، نمط الخط سطر ونصف .
2-أن تكون قصة مؤثرة من واقع العمل الخيري والإنساني .
3-تكون واضحة المعالم، والشخصيات والأحداث.
4-تكتب بلغة عربية رصينة وصحيحة.
5-تساهم في توضيح صورة العمل الخيري والإنساني في العالم.
6-لم يسبق نشرها.

#### الشعر

##### مقدارها
4000 دولار.

##### شروط ومحاور الشعر
1-يكون الموضوع في صميم العمل الخيري والإنساني ( مواقف ، تجارب ، أحداث ، إغاثة .. الخ)
2-أن يكون شعراً جديداً.
3-قوة الصور الشعرية، وفصاحة اللغة ،وسلامة الوزن.
4-لا يقل عن 30 بيتاً.

## الفرع الثالث من الجائزة: جائزة أفضل صورة مؤثرة

### الشروط الخاصة
1-الصور المقدمة يجب أن تكون خاصة بالمسابقة وبنطاق العمل الخيري ولم يسبق نشرها من قبل في مسابقة أو مجلة أو إعلان .
2-يحق للجهة المنظمة الاحتفاظ بكافة الأعمال المقدمة ، وأن تقوم بطباعتها أو أن تخول جهة أخرى بذلك ، ولها الحق بنشرها بكافة الوسائل الإعلامية المختلفة .
3-الصور يجب أن تكون مملوكة للمتسابق ومن جهده الخاص .
4-لا يسمح بإضافة أية بيانات رقمية أو كتابية على الصورة .
5-لا يسمح بمعالجة الصور بعد التقاطها بأي شكل من الأشكال .
6-أن تقدم جميع الصور على صيغة جيه بيه إيه جي.
7-أقل مقاس للصورة ( 1024 × 768 pixels )
8-أقصى مقاس للصورة ( 1280 × 1024 pixels )
9-يسمح في المشاركة بصورة تم أخذها عن طريق كاميرا رقمية أو كاميرا عادية .
10-لن تُقبل الصورة المطبوعة ورقيا .
11-الاشتراك في المسابقة مفتوحة لجميع الجنسيات ولجميع الأعمار .
12-كل مشترك له حق الاشتراك بما لايزيد عن صورتين
13-يُطلب من المتسابق تسليم الفيلم الأصلي للصورة .
14-يُرفق نموذج المشاركة المتضمن المعلومات الشخصية وبيانات ومعلومات الصورة والإقرار مع CD الصور للتسجيل في المسابقة .

### مقدار الجائزة
12000 دولار
للأول : 5000 دولار .
للثاني : 4000 دولار .
للثالث : 3000 دولار .

## الفرع الرابع: جائزة المشروع الخيري المتميز

### الشروط الخاصة
1-يجب أن تكون المستندات المقدمة على هيئة ملفات رقمية على CD أو DVD ، ولن يتم قبولها عن طريق البريد الإلكتروني .
2-المستندات المقدمة للجائزة يجب أن تعتمد من ممثل الجهة ومختومة بختم الجهة .
3-تقر الهيئة أوالمؤسسة أن تقوم الجهة المنظمة للجائزة على تسويق فكرة المشاريع ونشرها بمختلف وسائل الإعلام الدولي .
4-يصحب الترشيح بوصف تفصيلي للعمل أو المشروع بموجبه تم ترشيحه للجائزة ، وكذلك ببيان حول تقييم النتائج والآثار التي تحققت بذلك العمل أو المشروع .

### مقدار الجائزة ( 18000 دولار )
للأول : 7000 دولار .
للثاني :6000 دولار .
للثالث :5000 دولار .

## مجالات يمكن طرحها لتكون محور الجائزة
- الاستخدام الأمثل للموارد الطبيعية والبشرية بما يعزز التنمية المستدامة .
- المعالجة الناجحة لقضية اجتماعية أو أخلاقية أو تربوية .
- توجيه الجهود المحلية أو الأقليمية أو الدولية لمعالجة القضايا الإنسانية والخيرية التي تعاني منها الدول الإسلامية .
- المشاركة الواضحة في تطوير المفاهيم والأساليب العلمية أو العملية المعنية بالشؤون الخيرية والإنسانية .
- تفعيل آلية العمل المشترك بين المؤسسات العاملة في المجال الخيري .
- المساهمة في حل المشكلات الإنسانية كالفقر ، الأمية ، .. الخ .